# Marestmontiers
Marestmontiers est une commune française située dans le département de la Somme, en région Hauts-de-France.

## Géographie

### Localisation
Marestmontiers est un village picard de l'Amiénois.
À vol d'oiseau, la localité est située à 5 km au nord-ouest de Montdidier, 10 km au sud-est de Moreuil, 19 km à l'est de Roye, 29 km au sud-est d'Amiens, 37 km au nord-ouest de Compiègne et à 42 km au nord-est de Beauvais.
Le territoire de la commune est limitrophe de ceux de cinq communes.
Les communes limitrophes sont Bouillancourt-la-Bataille, Fontaine-sous-Montdidier, Gratibus, Grivesnes et Malpart.

### Hydrographie

#### Réseau hydrographique
La commune est située dans le bassin Artois-Picardie. Elle est drainée par les Trois Doms et la rivière des Trois doms,.
Les Trois Doms, d'une longueur de 20 km, prend sa source dans la commune de Dompierre, à 83 mètres d'altitude, et se jette dans l'Avre à Trois-Rivières, après avoir traversé douze communes.

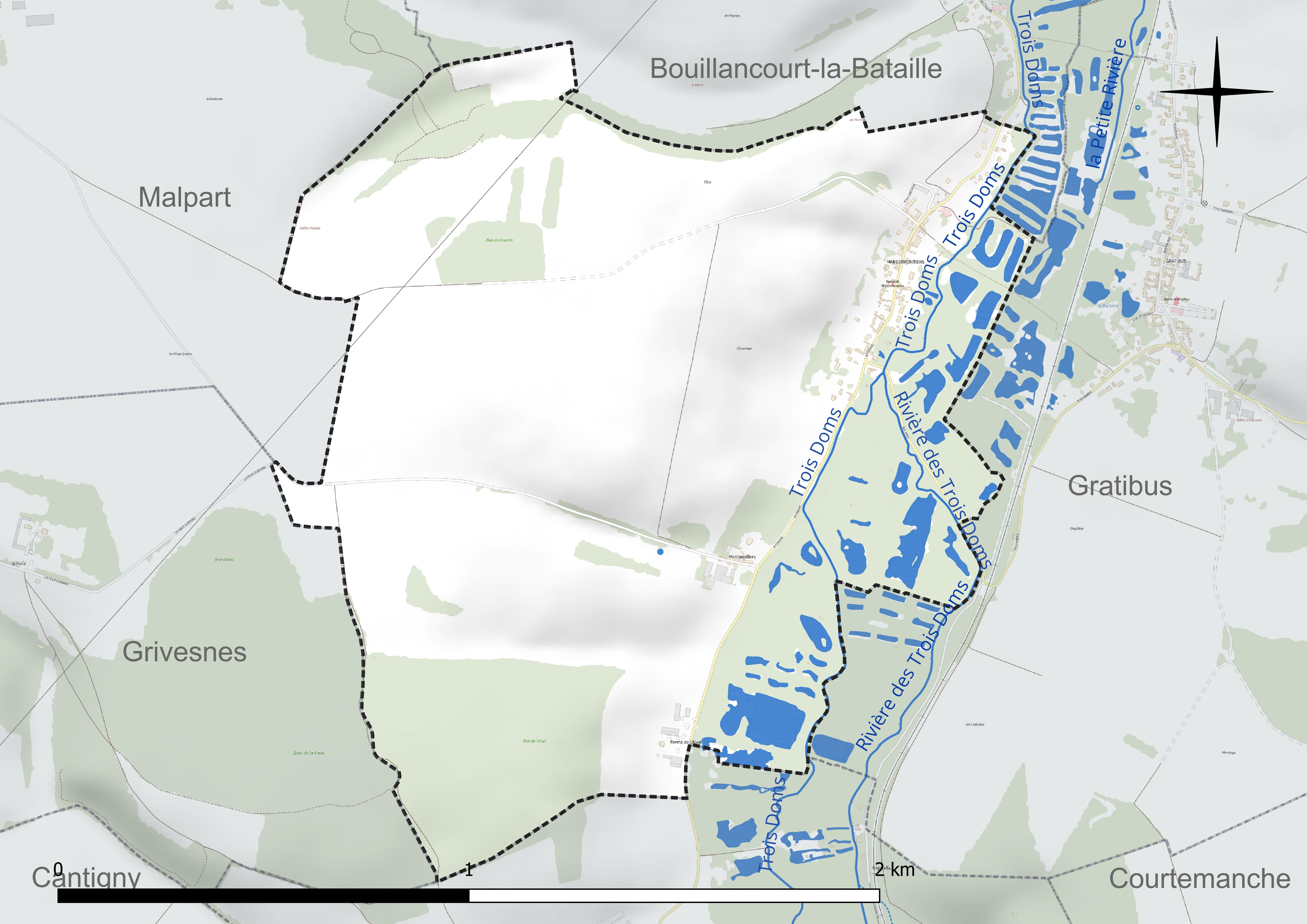
Réseau hydrographique de Marestmontiers.

#### Gestion et qualité des eaux
Le territoire communal est couvert par le schéma d'aménagement et de gestion des eaux (SAGE) « Somme aval et Cours d'eau côtiers ». Ce document de planification concerne un territoire de 1 835 km2 de superficie, délimité par le bassin versant de la Somme canalisée. Le périmètre a été arrêté le 29 avril 2010 et le SAGE proprement dit a été approuvé le 6 août 2019. La structure porteuse de l'élaboration et de la mise en œuvre est le syndicat mixte d'aménagement hydraulique du bassin versant de la Somme (AMEVA).
La qualité des cours d'eau peut être consultée sur un site dédié géré par les agences de l'eau et l'Agence française pour la biodiversité.

### Climat
Pour des articles plus généraux, voir Climat des Hauts-de-France et Climat de la Somme.
En 2010, le climat de la commune est de type climat océanique dégradé des plaines du Centre et du Nord, selon une étude du CNRS s'appuyant sur une série de données couvrant la période 1971-2000. En 2020, Météo-France publie une typologie des climats de la France métropolitaine dans laquelle la commune est exposée à un climat océanique et est dans la région climatique Nord-est du bassin Parisien, caractérisée par un ensoleillement médiocre, une pluviométrie moyenne régulièrement répartie au cours de l'année et un hiver froid (3 °C).
Pour la période 1971-2000, la température annuelle moyenne est de 10,6 °C, avec une amplitude thermique annuelle de 14,2 °C. Le cumul annuel moyen de précipitations est de 650 mm, avec 10,9 jours de précipitations en janvier et 8,1 jours en juillet. Pour la période 1991-2020, la température moyenne annuelle observée sur la station météorologique la plus proche, située sur la commune de Godenvillers à 11 km à vol d'oiseau, est de 11,1 °C et le cumul annuel moyen de précipitations est de 701,9 mm,. Pour l'avenir, les paramètres climatiques de la commune estimés pour 2050 selon différents scénarios d'émission de gaz à effet de serre sont consultables sur un site dédié publié par Météo-France en novembre 2022.

## Urbanisme

### Typologie
Au 1er janvier 2024, Marestmontiers est catégorisée commune rurale à habitat dispersé, selon la nouvelle grille communale de densité à sept niveaux définie par l'Insee en 2022.
Elle est située hors unité urbaine. Par ailleurs la commune fait partie de l'aire d'attraction d'Amiens, dont elle est une commune de la couronne,. Cette aire, qui regroupe 369 communes, est catégorisée dans les aires de 200 000 à moins de 700 000 habitants,.

### Occupation des sols
L'occupation des sols de la commune, telle qu'elle ressort de la base de données européenne d'occupation biophysique des sols Corine Land Cover (CLC), est marquée par l'importance des territoires agricoles (62,3 % en 2018), une proportion identique à celle de 1990 (62,3 %). La répartition détaillée en 2018 est la suivante : 
terres arables (62,3 %), forêts (16,1 %), zones humides intérieures (14,7 %), zones urbanisées (6,9 %). L'évolution de l'occupation des sols de la commune et de ses infrastructures peut être observée sur les différentes représentations cartographiques du territoire : la carte de Cassini (XVIIIe siècle), la carte d'état-major (1820-1866) et les cartes ou photos aériennes de l'IGN pour la période actuelle (1950 à aujourd'hui).

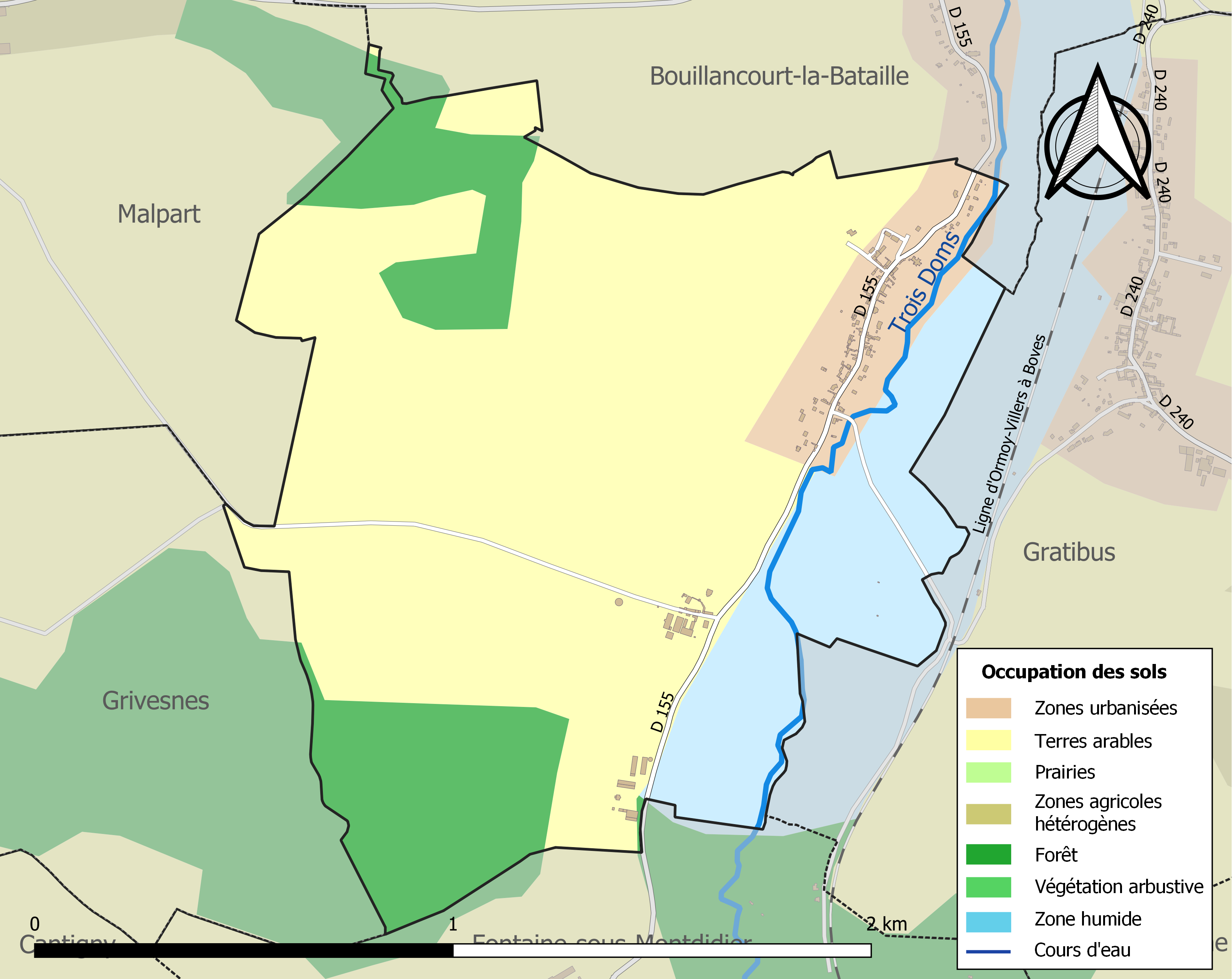
Carte des infrastructures et de l'occupation des sols de la commune en 2018 (CLC).

## Toponymie
On trouve plusieurs formes pour désigner Maresmontiers dans les textes anciens. On trouve dans les actes le nom Morandi monasterium (pouillé de 1301). On trouve ensuite Marmontiers, Marmontier, et, après quelques variantes, 1793 : Marcomontiers ; 1801 : Maresmontier, le nom actuel de Maresmontiers.
[source insuffisante] 
La commune tire vraisemblablement pour partie son nom du monastère, moustier. L'autre partie pourrait venir de Morandi ou, comme on le croit plus généralement, de la situation même du monastère près du marais, marest[source insuffisante] .

## Histoire

### Antiquité
Des haches celtiques ainsi que des vestiges romains témoignent d'une occupation des lieux à ces époques.
Au bas de la colline de Maigremont, des médailles de Valentinien, des tombeaux, des vases, des restes d'armures ont été découverts en 1842-1843.

### Moyen Âge
Saint Morand, moine disciple de saint Hugues, abbé de Cluny, fut le premier prieur du monastère de Maresmontiers, qui devint le prieuré Saint-Pierre et Saint-Paul, rattaché à l'ordre de Cluny.
En 1229, Jean de Pontrond est cité comme seigneur de la commune.

### Epoque moderne
Le village a cultivé la vigne sur ses coteaux. En 1792, le vignoble est encore signalé.

## Politique et administration

### Élections municipales et communautaires

#### Liste des maires
| Période                                  | Période                   | Identité         | Étiquette | Qualité                                                                                              |
| ---------------------------------------- | ------------------------- | ---------------- | --------- | --- |
| Les données manquantes sont à compléter. |                           |                  |           | |
| mars 2001                                | 2010                      | Jacques Descamps | DVD       | |
| 2010                                     | En cours (au 27 mai 2020) | Serge Morand     |           | Gérant de société Vice-président de la CC du Grand Roye (2017 → 2020) Réélu pour le mandat 2020-2026 |

## Population et société

### Démographie
L'évolution du nombre d'habitants est connue à travers les recensements de la population effectués dans la commune depuis 1793. Pour les communes de moins de 10 000 habitants, une enquête de recensement portant sur toute la population est réalisée tous les cinq ans, les populations de référence des années intermédiaires étant quant à elles estimées par interpolation ou extrapolation. Pour la commune, le premier recensement exhaustif entrant dans le cadre du nouveau dispositif a été réalisé en 2008.

En 2022, la commune comptait 116 habitants, en évolution de +2,65 % par rapport à 2016 (Somme : −1,26 %, France hors Mayotte : +2,11 %).
| 1793 | 1800 | 1806 | 1821 | 1831 | 1836 | 1841 | 1846 | 1851 |
| ---- | ---- | ---- | ---- | ---- | ---- | ---- | ---- | ---- |
| 100  | 105  | 111  | 138  | 160  | 169  | 177  | 202  | 184  |

| 1856 | 1861 | 1866 | 1872 | 1876 | 1881 | 1886 | 1891 | 1896 |
| ---- | ---- | ---- | ---- | ---- | ---- | ---- | ---- | ---- |
| 174  | 160  | 185  | 169  | 145  | 154  | 160  | 139  | 110  |

| 1901 | 1906 | 1911 | 1921 | 1926 | 1931 | 1936 | 1946 | 1954 |
| ---- | ---- | ---- | ---- | ---- | ---- | ---- | ---- | ---- |
| 116  | 102  | 91   | 49   | 78   | 63   | 82   | 82   | 79   |

| 1962 | 1968 | 1975 | 1982 | 1990 | 1999 | 2006 | 2008 | 2013 |
| ---- | ---- | ---- | ---- | ---- | ---- | ---- | ---- | ---- |
| 75   | 69   | 42   | 49   | 59   | 77   | 94   | 99   | 110  |

| 2018 | 2022 | - | - | - | - | - | - | - |
| ---- | ---- | - | - | - | - | - | - | - |
| 113  | 116  | - | - | - | - | - | - | - |

## Culture locale et patrimoine

### Lieux et monuments
Église Notre-Dame.

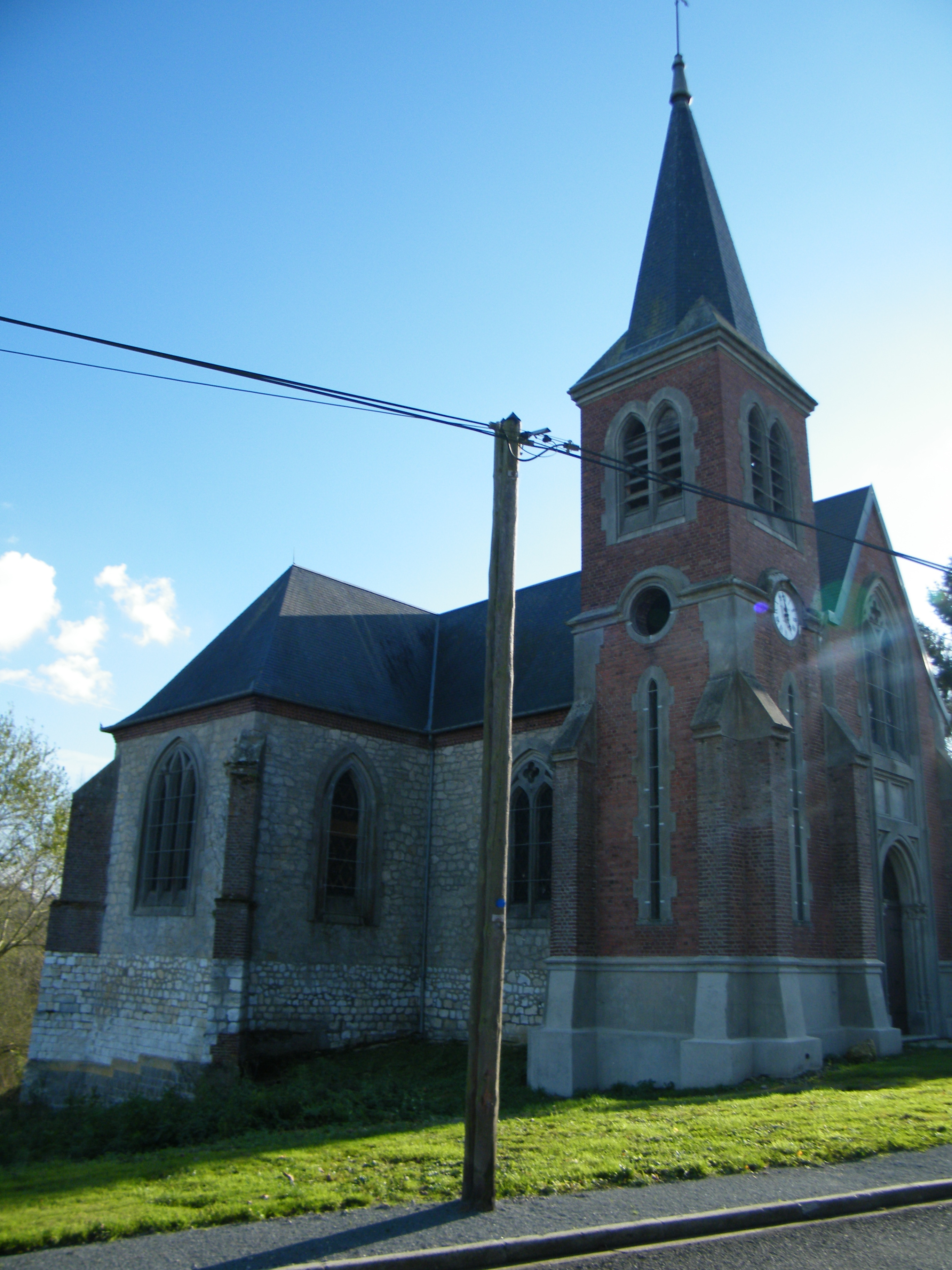
Notre-Dame.
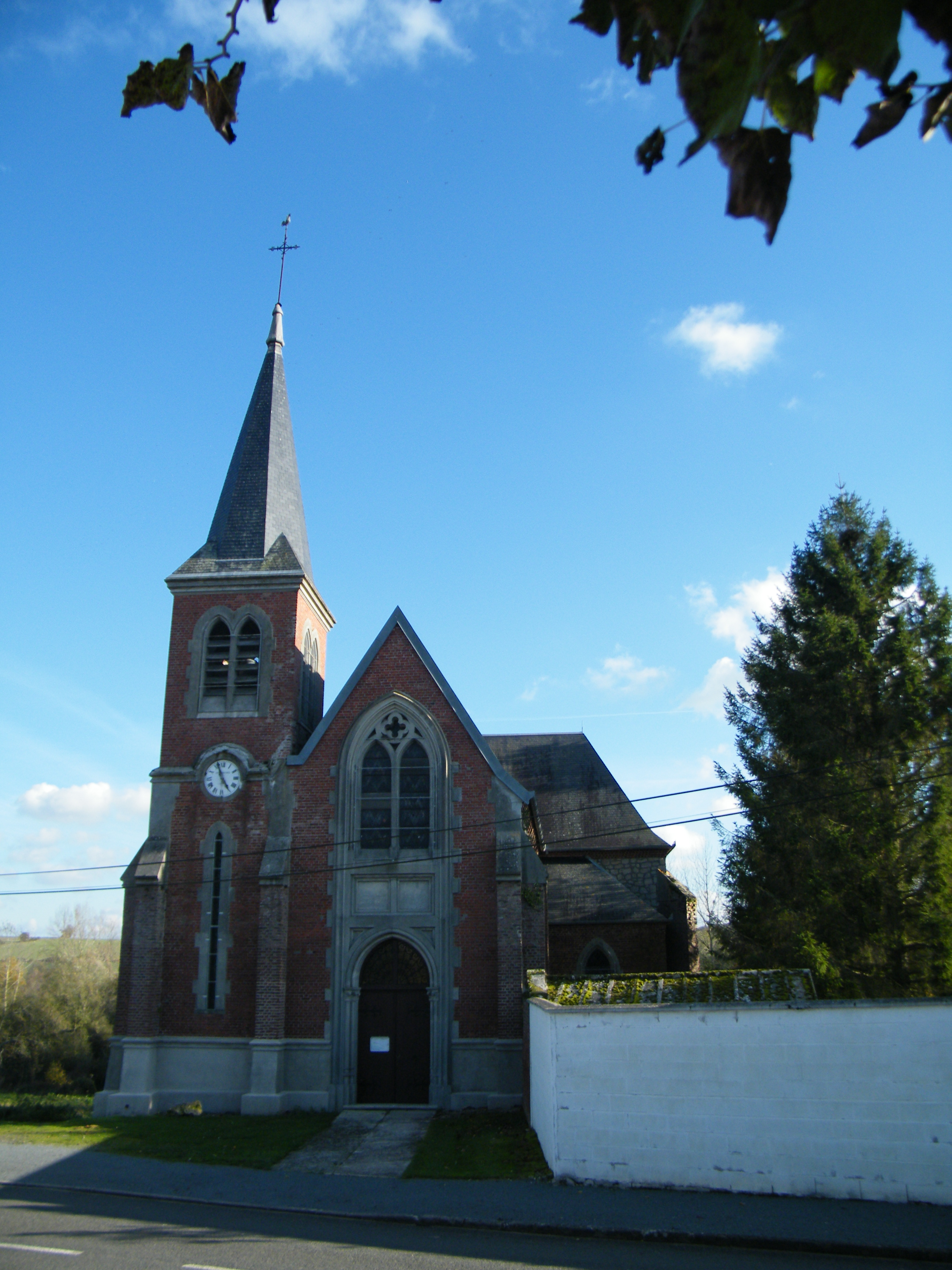
Autre vue de l'église.

### Personnalités liées à la commune
- Gustave-Louis Jametel (1821-1893), avocat et homme politique, maire de la commune.
- Louis de Beaufront (1855-1935), propagandiste de l'Espéranto en France, créateur de l'Ido.